# Mihovil Borovčić Kurir
Mihovil Borovčić Kurir (Split, 29. rujna 1896. – Split, 22. siječnja 1980.) je bivši hrvatski nogometaš i športski dužnosnik.
Kao član prvog naraštaja igrača splitskog Hajduka nastupao je od 1914. do 1928. godine u 282 utakmice i postigao, uglavnom glavom, 38 zgoditaka (17 na službenim utakmicama). S Hajdukom je osvojio prvi naslov prvaka 1927. godine. Od tih 282 utakmice 62 su bile službene, i to 15 prvenstvenih sa (4 gola), 6 za kup bez golova, dva europska natjecanja i 39 u splitskom podsavezu s 13 golova. Odigrao je i 220 prijateljskih utakmica i dao 21 gol.
Za reprezentaciju Jugoslavije odigrao je 2 utakmice: u Zagrebu s Austrijom (1:4) i Čehoslovačkom (0:2).
Njegova prva službena utakmica bila je protiv Borca iz Splita koju je Hajduk dobio s 8:0, bila je to prva službena utakmica hajduka koja se odigrala 28 ožujka 1920. Na njoj su uz njega nastupili i Kaliterna (branka), Dujmović, Prokeš, Tagliafero, Gazdić, Šitić, Righi, Pilić, Hochmann i Machiedo. Gazdić je na njoj zabio 4 gola, a ostala 4 su dali Machiedo 2 i po 1 Pilić i Hochmann.
Nakon prestanka aktivnog igranja nogometa bio je član uprave Hajduka.
Statistika u Hajduku
| Natjecanje        | Nastupi | Zgoditci |
| ----------------- | ------- | -------- |
| Prvenstvo         | 15      | 4        |
| Kup               | 6       | 0        |
| Superkup          | 0       | 0        |
| Međunarodne       | 2       | 0        |
| Splitski podsavez | 39      | 13       |
| Ukupno            | 62      | 17       |
| Prijateljske      | 220     | 21       |
| Sveukupno         | 282     | 38       |

Prvi službeni nastup bila mu je i prva službena prvenstvena utakmica Hajduka koja se odigrala u Splitu protiv splitskog Borca 28. ožujka 1920. Uz njega su igrali i Luka Kaliterna na vratima, Petar Dujmović, Josip Prokeš, Frane Tagliaferro, Mario Righi, Božidar Šitić, Mihovil Pilić, Ernest Hochmann, Nikola Gazdić i Mirko Mchiedo. Gazdić je na njoj zabio 4 gola, Machiedo 2, i po jedan Pilić i Hochmann.
Od 4 prvenstvena zgoditka prvi je zabio SAŠK-u u Sarajevu 2. rujna 1923 (Hajduk ju je izgubio s 4:3). Bila je to prva Hajdukova prvenstvena utakmica koje je započelo 1923. godine. Ostala dva strijelca koji su se tako našli na listi prvih Hajdukovih prvenstvenih strijelaca bili su Bohata i Machiedo. Drugi zgoditak dao je iduće 1924. godine Građanskom u Splitu. Tu je utakmicu Hajduk dobio s 5:0, ostali strijelci bili su M. Bonačić, A. Bonačić, Š. Poduje i Benčić. Treći zgoditak pao je 19. lipnja 1927. HAŠK-u (Hajduk ju je dobio s 0:4). Posljednji 4. zgoditak dao je BSK-u 5. kolovoza 1928., i nju je Hajduk dobio sa 7:0.